# Timanfaya nationalpark
Timanfaya nationalpark är en nationalpark i södra delen av ön Lanzarote. Efter en kraftig eruption mellan 1730 och 1736 uppstod Montañas del Fuego (Eldbergen). Det är dessa berg som är skälet till att Timanfaya nationalpark inrättades.
För att komma in till "hjärtat" av Timanfaya nationalpark måste man betala inträde. I inträdet ingår en bussrundtur på specialväg som bara turistbussarna får köra. Bommar ser till att inga privatbilister kör ut på dessa vägar. Under bussrundturen stannar man på några ställen för fotografering. Under turen får man via högtalarsystemet information om nationalparken på olika språk. Det tar cirka 30-60 minuter att åka runt med buss. Vägarna är krokiga, och går mycket upp och ner. 

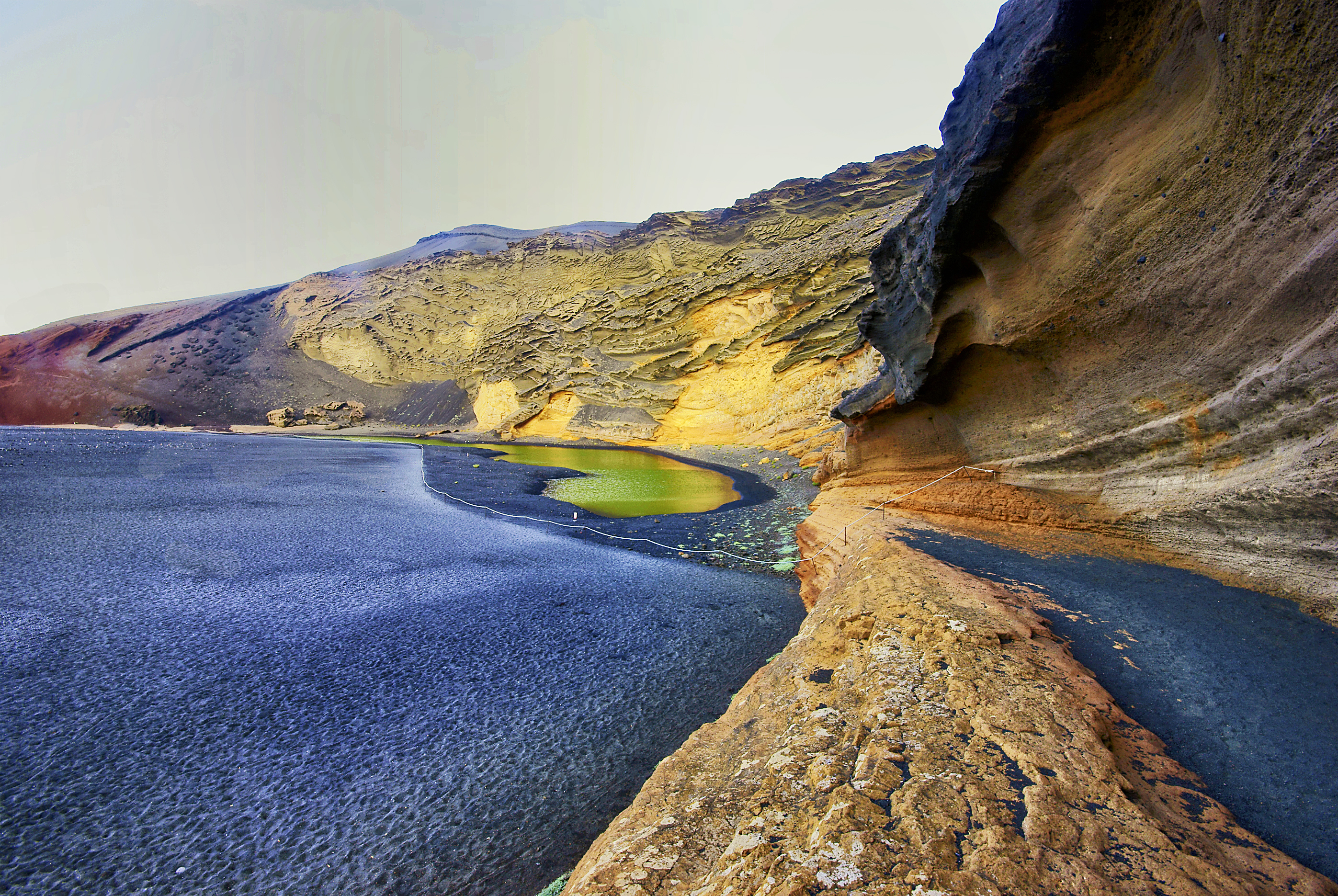
Charco de los Ciclos
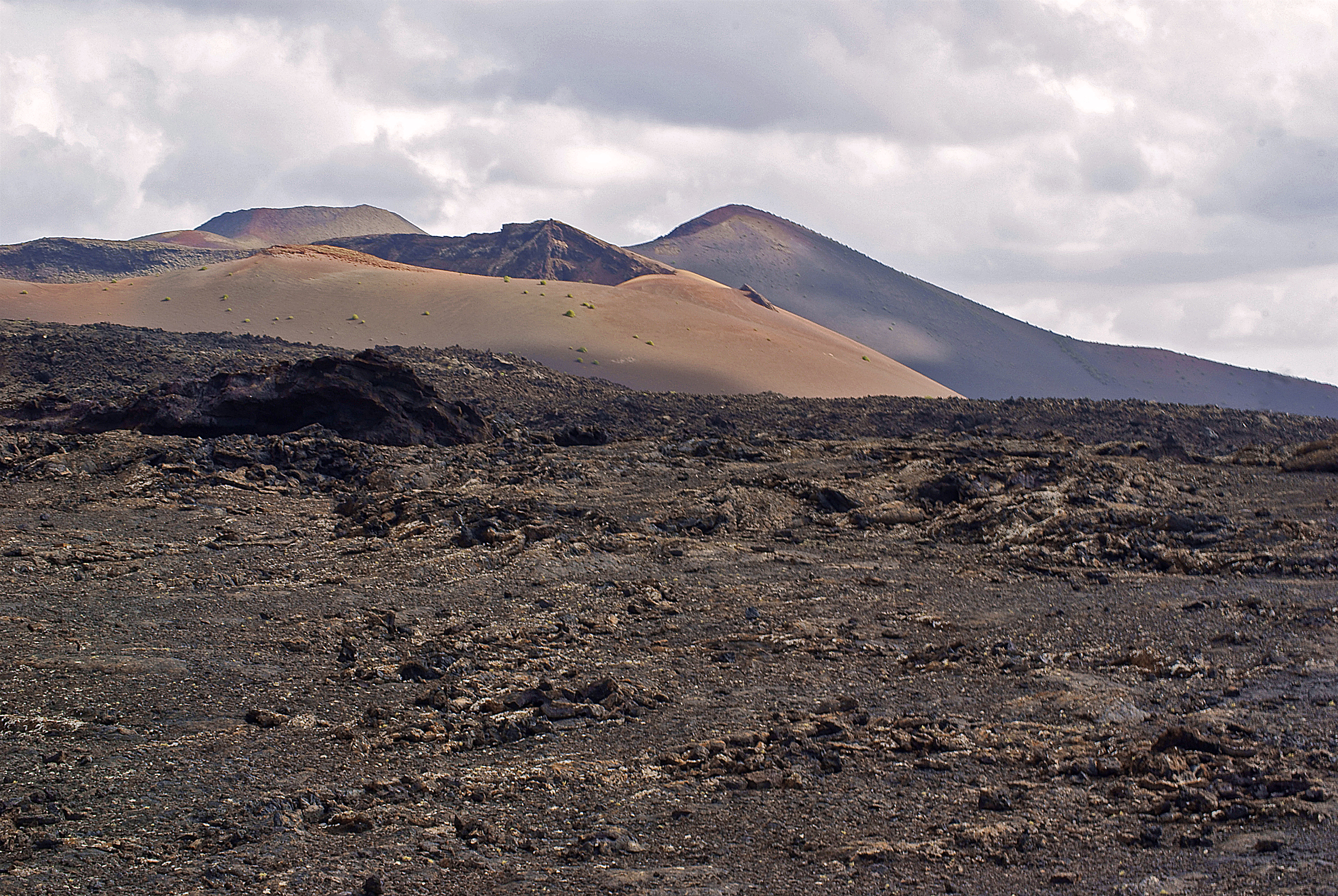
Timanfaya
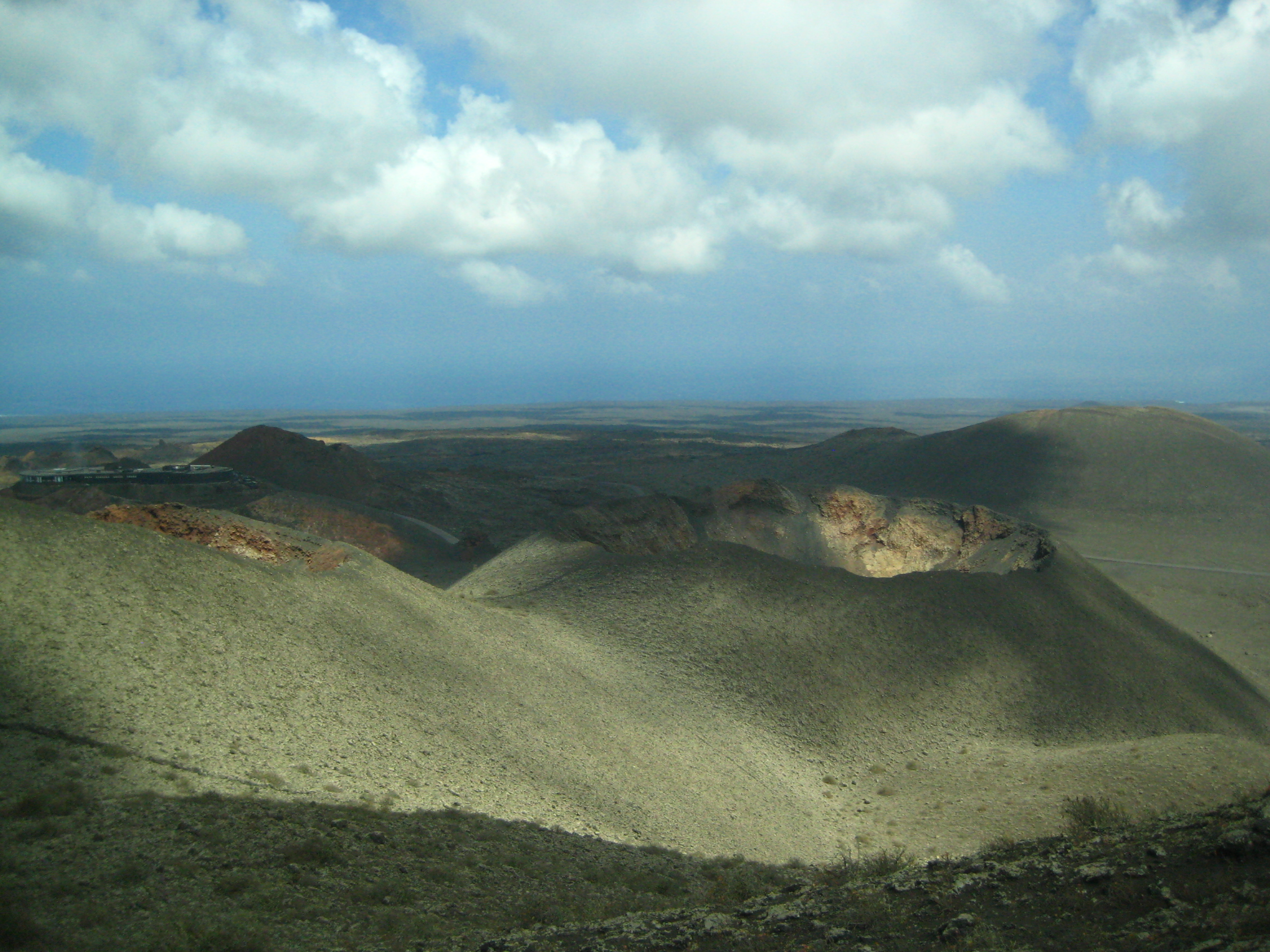
Timanfaya

I anslutning till bil- och bussparkeringen i nationalparken finns en restaurang med god utsikt över en del av parken. Där har man för turisternas skull visat att bara ett fåtal meter ner under marken är det hundratals grader. Genom nerstuckna borrade rör som personalen häller vatten i skapas en gejser. I en grävd grop slänger man ner en buske som börjar brinna efter någon halvminut. Inne i restaurangen finns ytterligare en "grop" som utnyttjar vulkanvärme och som används som grill för restaurangen.

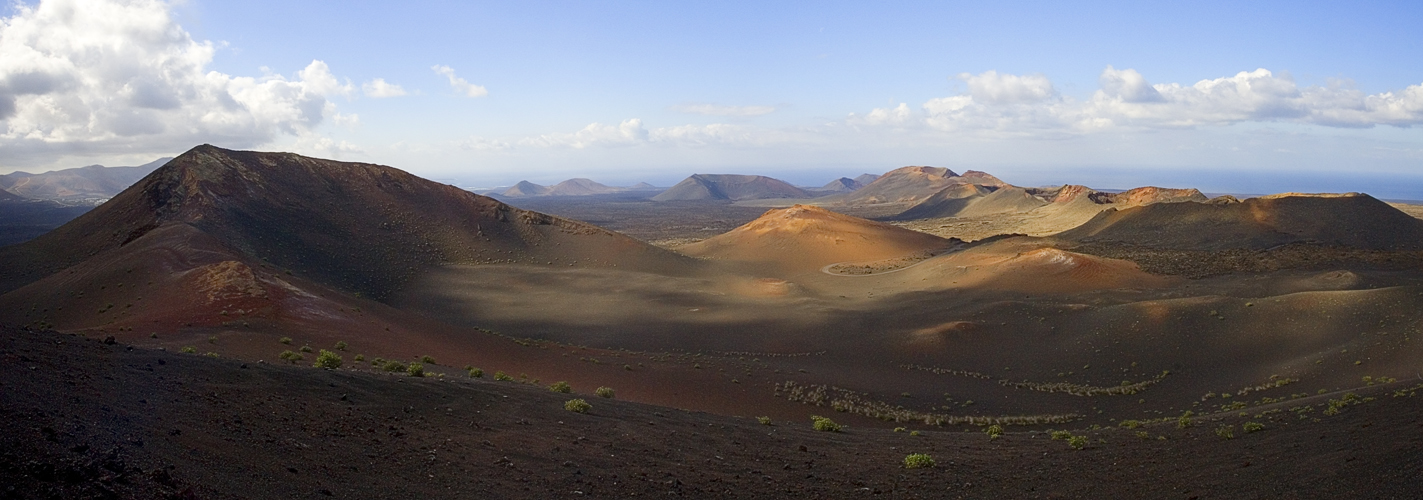
Timanfaya Nationalpark